# Megalodoras
Megalodoras es un género de peces de agua dulce de la familia Doradidae en el orden Siluriformes. Sus 2 especies habitan en aguas cálidas del norte de América del Sur, y son denominadas comúnmente armados. La mayor longitud que alcanza ronda los 60 cm.

## Distribución
Este género se encuentra en ríos de aguas tropicales del norte y centro-norte de América del Sur, en los drenajes atlánticos de las Guayanas, en la cuenca del Orinoco en Venezuela y en la cuenca del Amazonas en Colombia, Ecuador, Perú, Brasil hasta Bolivia.

## Taxonomía
Este género fue descrito originalmente en el año 1925 por el ictiólogo estadounidense, nacido en Alemania, Carl H. Eigenmann.
Especies
Este género se subdivide en sólo 2 especies:
- Megalodoras guayoensis (Fernández-Yépez, 1968)
- Megalodoras uranoscopus (C. H. Eigenmann & R. S. Eigenmann, 1888)